# Schoolly D
Schoolly D, właśc. Jesse B. Weaver, Jr (ur. 22 czerwca 1966 w Filadelfii w stanie Pensylwania) – amerykański raper.

## Dyskografia

### Albumy
- 1986 - Schoolly D
- 1987 - Saturday Night - The Album
- 1988 - Smoke Some Kill
- 1989 - Am I Black Enough For You?
- 1991 - How A Black Man Feels
- 1994 - Welcome To America
- 1995 - Reservoir Dog
- 2000 - Funk 'n' Pussy

### Single
Nie były dostępne na płytach lecz na kasetach audio
- 14 grudnia 1984 - "Maniac" / "Gangster Boogie"
- 1985 - "C.I.A. (Crime In Action)" / "Cold Blooded Blitz

### Muzyka filmowa
Utwór "Livin' In The Jungle" w wykonaniu Schoolly D znalazł się w 1989 roku na ścieżce dźwiękowej filmu Koszmar z ulicy Wiązów V: Dziecko snów, dostępnej także w formie wydawnictwa płytowego.